# Tachina exclusa
Tachina exclusa är en tvåvingeart som beskrevs av Walker 1853. Tachina exclusa ingår i släktet Tachina och familjen parasitflugor. Inga underarter finns listade i Catalogue of Life.